# 동해향교
동해향교는 강원특별자치도 동해시에 있는 향교다.